# Альт Роберт
Альт Роберт (Robert Alt, 4 серпня 1905, Бреслау, тепер Вроцлав, Польща — 13 грудня 1978, Східний Берлін, Німецька Демократична Республіка) — німецький педагог, професор (з 1948 р.), заслужений народний учитель НДР.

## Життєпис
У час фашистської диктатури довгий час перебував у концтаборі. Його історико-педагогічні дослідження присвячені педагогіці Я. А. Коменського, історії німецької школи, наук, а також обґрунтуванню принципів організації демократичної системи освіти в НДР. За участь у створенні підручників для початкової школи Альт був удостоєний національної премії.